# Дамир Хандановић
Дамир Хандановић (Београд, 14. децембар 1987) српски је композитор, аранжер, продуцент и политичар. Продуцент је бројних хит-песама најпродаванијих извођача у бившој Југославији. Власник је дискографске куће DH Music.

## Биографија
Рођен је 14. децембра 1987. године у Београду, где је и завршио средњу електротехничку школу „Раде Кончар“. Као четрнаестогодишњак почео је радити на радио станицама и свој глас је позајмио у преко 600 реклама. Таленат за музику наследио је од оца који је познати  фолк певач Пашко Хандановић. Године 2008. као композитор и аранжер прави песму за Николу Роквића Колико сам усана пољубио која постаје слушана. Тада почињу да се ређају хитови као што су Падни у мој загрљај (Бане Мојићевић), Цурице (Никола Роквић), Двадесете газим (Милена Ћеранић). Затим следи сарадња са Дадо Полумента којем прави хит Није од кармина. Огроман успех прави 2012. са певачицом Мајом Беровић и постаје један од најтраженијих српских аутора поп-фолк музике.
Круном свог ауторског рада сматра рад са Светланом Ражнатовић која му је указала поверење да за њу уради неколико песама за албум Позив. Песме Да раскинем са њом, Брат, Удаће се сузе моје, Турбулентно које је урадио за Светлану Ражнатовић постале су велики хитови. У сарадњи са Марином Туцаковић компонује за најтиражније српске певаче, као што су Лепа Брена, Драгана Мирковић, Светлана Ражнатовић, Саша Матић, Индира Радић, Гога Секулић, Ана Николић, Наташа Беквалац, Маја Беровић, Џенан Лончаревић, Милан Станковић, Бобан Рајовић, Романа Панић, Марина Висковић итд., али и за певаче из суседних држава.
Године 2014. постаје музички уредник Сити рекордса и РТВ Пинк, али и саветник Милице Митровић за забавни програм. На првом Пинк фестивалу имао је својих пет композиција: Маја Беровић - "Алкохол"; Милан Станковић - "Луда жено" (као победничка песма); Марина Висковић - "Парализуј ме"; Романа Панић - "Титула"; Гога Секулић - "Рекорд сам оборила". Албум за који свакодневно добија похвале је албум "Опасне воде" Маја Беровић који је објављен у октобру 2014. године на којем је комплетан продуцент и издавач DHmusic заједно са Сити рекордсом.
Члан је главног одбора СНС-а, па је постављен за директора Центра београдских фестивала (ЦЕБЕФ) у јулу 2018. године. Иначе, ЦЕБЕФ је установа културе града Београда која у својој надлежности има организацију готово половине сталних манифестација у области културе од значаја за Београд („Фест”, „Белеф”, „Бемус”, „Софест”...).